# Ethnodorf

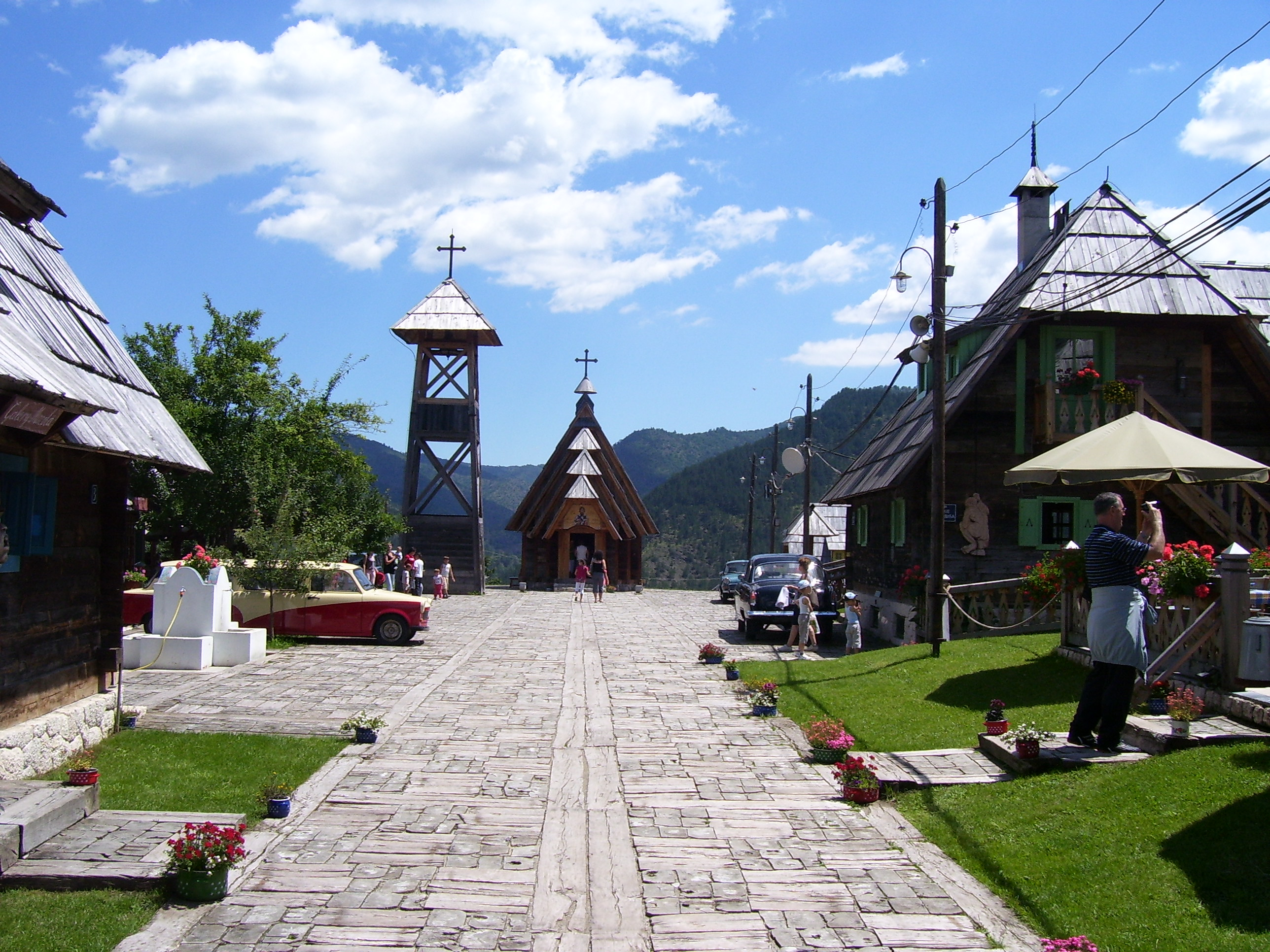
Das Ethnodorf Drvengrad.

Ein Ethnodorf (Ethno-Dorf, Etno selo serbisch-kyrillisch Етно село) ist ein serbisches Museumsdorf, das über mehrere Jahrhunderte Einblicke in die Vergangenheit serbischer Lebenskultur ermöglicht. Die in traditioneller Bauweise errichteten Häuser sind in Holz oder Stein gehalten. Ein Teil der Häuser wurde umfunktioniert, so bieten sie Platz für Ausstellungen, Restaurants, Ateliers und Unterkünfte. Das Familienleben der früheren Dorfgemeinschaften spielte sich rund um die kuća, dem Haus, in dem das Familienoberhaupt lebte, ab. Eine Familiengemeinschaft bestand aus bis zu 50 Mitgliedern.
Präsentiert werden Kleidungsstücke und Gegenstände jener Zeit. Es gibt Freizeitangebote, ebenso wie Gerichte der serbischen Küche und lokale Spezialitäten. Ethnodörfer sind Freilichtmuseen und zugleich touristische Komplexe. Einige Dörfer, die beispielsweise besonders typisch für die damaligen Lebensverhältnisse der serbischen Bevölkerung des Dinarischen Gebirges sind, stehen heute unter staatlichem Schutz.  Zu den bekanntesten serbischen Ethnodörfern gehört Drvengrad im Zlatiborgebirge in Westserbien.